# Gallium
A gallium a periódusos rendszer egy kémiai eleme. Vegyjele Ga, rendszáma 31. A 13. csoportba (III. főcsoport) tartozik. Elemi állapotban ezüstös színű, lágy, mérgező hatású, könnyen nyújtható fém.

## Története
A gallium a Dmitrij Mengyelejev által megjósolt elemek egyike, aki a periódusos rendszere alapján megjósolta az általa eka-alumíniumnak nevezett elem tulajdonságait.
Mengyelejevtől függetlenül a francia Paul Émile Lecoq de Boisbaudran az egyes elemcsaládok fényvonalait vizsgálva fedezte fel az elemet. Alkalmazta az ismert összefüggéseket a földfémekre, és így megállapította, hogy az alumínium és az indium között még egy elemnek kell lennie. A szfalerit spektrumában két viola színképvonalat talált, amiket az új elemnek tulajdonított. Több száz kilogramm szfaleritből, amiből már kivonták a cinket, sikerült is nagyobb mennyiségű gallium-hidroxidot kinyernie. Kálium-karbonát-oldatba víve elektrolízissel elő is állította az elemi galliumot.
Két elmélet is létezik a gallium név eredetére. Az egyik szerint a vegyész hazájáról, Franciaországról, egy másik vélemény szerint saját magáról, mivel a francia Le Coq és a latin gallus is kakast jelent.
Miután meghatározták a tulajdonságait, Mengyelejev felismerte az új elemben az általa megjósolt eka-alumíniumot. Sok tulajdonság megegyezett az elméletben megjósoltakkal. Így az elméleti 5,9 sűrűség nem sokkal tért el a tényleges 5,94-től.

## Jellemzői

### Fizikai tulajdonságai
A gallium ezüstfehér, puha fém; Mohs-keménysége 1,5.
Olvadáspontja alacsony (29 °C), ezért az emberi test hőmérsékletén folyékony halmazállapotú. Ez a fémek körében a harmadik legalacsonyabb a higany és a cézium után. Ennek az az oka, hogy kristályrácsa nem annyira szimmetrikus, mint a legtöbb fémé, így kevéssé stabil. Forráspontja 2204 °C, ezért egy nagyon széles hőmérsékleti tartományban folyékony. Mivel nehezen kristályosodik, könnyű túlhűteni, vagyis a fagypontja alá hűteni úgy, hogy folyékony maradjon. A túlhűtött folyadékokban a fagyás kristályosodási magok, vagy enyhe rázkódás hatására pillanatok alatt végbemegy.
Az alumíniummal szobahőmérsékleten folyékony ötvözetet képez, de a folyékony gallium más fémeket is old, sőt, a legtöbb fém oldódik galliumban. Ezért csak nemfémes tartókban, kvarcból, üvegből készült edényekben, vagy alacsony hőmérsékleten, 450 °C-ig tantál, vagy 800 °C-ig volfrámedényben tartható.
Sűrűsége olvadáskor a vízhez, a szilíciumhoz és néhány más elemhez hasonlóan megnő; a folyékony gallium sűrűsége 3,2%-kal nagyobb, mint a szilárdé. Ez azokra az anyagokra jellemző, melyeknek molekulái szilárd halmazállapotban kötéseket alakítanak ki egymással. A szilárd gallium diamágneses, a folyékony paramágneses. Mágneses szuszceptibilitása -2,3·105.
Szerkezetére jellemző a gallium-gallium kötés. Több különféle allotrop módosulata ismert, amik közül négy normál nyomáson (α, β, γ és δ), és három magas nyomáson (Ga-II, Ga-III, Ga-IV) jön létre. Szobahőmérsékleten az ortorombikus α-gallium a legstabilabb. Ebben a szerkezetben az atomok páronként összekapcsolódnak, és minden atom hat, más dimerhez tartozó atommal szomszédos. A dimereket fémes kötések tartják össze. A dimerek a folyékony galliumban is megmaradnak, és még gázhalmazállapotban is kimutathatók.
A túlhűtött galliumban más szerkezet jön létre. −16,3 °C-on monoklin β-gallium keletkezik. Ebben a szerkezetben az atomok párhuzamos cikkcakkos láncokat alkotnak. −19,4 °C-on trigonális δ-gallium alakul ki, ami az α-bórhoz hasonlóan eltorzult 12 atomos ikozaéderekből áll. −35,6 °C-on ortorombos γ-gallium kristályosodik ki. Ebben hétatomos gyűrűk csöveket alkotnak, amik belsejükben atomláncokat tartalmaznak.
A magas nyomásnak kitett szobahőmérsékletű gallium szerkezete is megváltozik. 30 kbar-on a köbös gallium-II stabil, amiben minden atomot nyolc másik vesz körül. 140 kbar-nak kitéve tetragonális gallium-III jön létre, aminek szerkezete az indiuméra hasonlít. Végül 1200 kbar alatt lapközepes kockarácsú gallium-IV keletkezik.
| Módosulat                 | α-Ga                                   | β-Ga                                           | γ-Ga                               | δ-Ga                         | Gallium-II                    | Gallium-III                | Gallium-IV                    |
| ------------------------- | -------------------------------------- | ---------------------------------------------- | ---------------------------------- | ---------------------------- | ----------------------------- | -------------------------- | ----------------------------- |
| Szerkezet                 | Az α-Ga kristályrácsa                  | A β-Ga kristályrácsa                           | A γ-Ga kristályrácsa               | A δ-Ga kristályrácsa         | A Ga-II kristályrácsa         | A Ga-III kristályrácsa     | A Ga-IV kristályrácsa         |
| Kristályszerkezet         | ortorombikus                           | monoklin                                       | ortorombikus                       | trigonális                   | köbös                         | tetragonális               | köbös                         |
| Koordinációs szám         | 1+6                                    | 8 (2+2+2+2)                                    | 3, 6–9                             | 6–10                         | 8                             | 4+8                        | 12                            |
| Tércsoport                | {\displaystyle Cmca\,}                 | {\displaystyle C2/c\,}                         | {\displaystyle Cmcm\,}             | {\displaystyle R{\bar {3}}m} | {\displaystyle I{\bar {4}}3d} | {\displaystyle I4/mmm\,}   | {\displaystyle Fm{\bar {3}}m} |
| Rácsparaméter             | a = 452,0 pm b = 766,3 pm c = 452,6 pm | a = 276,6 pm b = 805,3 pm c = 333,2 pm β = 92° | a = 1060 pm b = 1356 pm c = 519 pm | a = 907,8 pm c = 1702 pm     | a = 459,51 pm                 | a = 280,13 pm c = 445,2 pm | a = 408 pm                    |
| Atomszám elemi cellánként | 8                                      | 8                                              | 40                                 | 66                           | 12                            | 3                          | 4                             |

### Kémiai tulajdonságai
Az alumíniumhoz hasonlóan levegőn az oxidációtól vékony oxidréteg védi, csak nagy nyomású oxigénben égethető el gallium-oxiddá (Ga2O3). A halogének megtámadják, kénnel 1300 °C-on gallium-szulfiddá (Ga2S3) egyesül. Állandó vegyületeiben az oxidációs száma +3; nem állandóak a +2 oxidációfokú vegyületei. A +3 oxidációs számú vegyületei a lángot lilára festik és zömében ionos kötésű makromolekulák[forrás?], pl.: GaF3, Ga2(SO4)3
Nem oxidáló savakban és lúgokban oldódik, hidrogént szabadítva fel; vízben passziválódik, mivel oldhatatlan gallium-hidroxid zárja el a víztől. A folyékony alumínium-gallium ötvözet azonban heves reakcióba lép a vízzel. Savakban Ga3+-ionok, lúgokban [Ga(OH)4]−-gallátok jönnek létre. Híg savakban lassan oldódik, de királyvízben és tömény nátronlúgban gyorsan. A salétromsav a vízhez hasonlóan passziválja.
{\displaystyle \mathrm {2\ NaOH+2\ Ga+6\ H_{2}O\rightarrow 2\ Na[Ga(OH)_{4}]+3\ H_{2}\uparrow } }
A gallium és a nátronlúg reakciója

### Élettani hatásai
A fémes galliumra nincsenek toxikológiai adatok, de maró hatásúnak tekintik.A Ga(NO3)3 gallium-III-nitrát és a Ga2O3 gallium-III-oxid LD50-értékei grammnyi nagyságrendűek: a nitráté 4,360 g/kg, az oxidé 10 g/kg. Ez az a mennyiség, amit szájon át bevéve a túlélés valószínűsége 50%. Mindezekért a gallium enyhén mérgezőnek tekinthető. Ismereteink szerint a galliumnak nincs szerepe az emberi testben, nem nyomelem.

## Izotópjai
Összesen 30 izotóp ismert a 56Ga-tól a 86Ga-ig; ezen kívül még hat magizomerről van tudomásunk. A természetben előforduló gallium fő tömegét a 69Ga és a 71Ga adja, a többi izotóp radioaktív. A természetes galliumban az izotópok aránya:69Ga 60,12%, és 71Ga 39,89%. a leghosszabb felezési idővel, 3,26 nappal a 67Ga bír, a többi felezési idő percektől 14,1 óráig terjednek, ami a 72Ga felezési ideje.
Két izotópot, a 67Ga-et és a 67,71 perces felezési idejű 68Ga-at nyomjelzőként használják a PET számára. A 67Ga-et ciklotronban állítják elő. A 68Ga-hoz a 69Ga protonokkal bombázzák. A keletkezett 68Ga-at gallium-68-generátorral vonják ki. A vizsgálatokhoz a galliumot kelátkomplexbe viszik.

## Előfordulása
A gallium ritka elem a Földön. A földkéreg mindössze 19 ezrelékét adja. Gyakorisága az ólomhoz és a lítiumhoz mérhető. Csak vegyületekben jelenik meg a természetben.
A legnagyobb mennyiségben a germanit (Cu2FeGaS4) nevű ásványban fordul elő, mely 1,85% galliumot tartalmaz, de az alumínium- és cinkércekben is megtalálható mint szennyezőanyag. Az összes bauxitmennyiség 1,6 · 106 tonna galliumot tartalmaz. A utahi Apex-Mine-ban érdemesnek látták a galliumérc bányászatát, de hamarosan gazdasági okokból fel kellett adniuk.
A gallium ásványai kevéssé ismertek. Ezek közé tartoznak a Namíbiában található gallit (CuGaS2), a söhngeit (Ga(OH)3) és a cumgallit (GaO(OH)).

## Előállítása
A galliumot az alumíniumgyártás melléktermékeként nyerik a Bayer-eljárásban. Ennek kiindulási anyaga a nátronlúgban oldott nátrium-aluminát és nátrium-gallát keverék. Innen különböző módszerekkel választják szét a két fémet. A szén-dioxiddal végzett frakcionális kristályosításban először az alumínium-hidroxid esik ki, míg a könnyebben oldható gallium-hidroxid az oldatban marad. Csak később válik ki a gallium-hidroxid alumínium-hidroxiddal keverten. Végül a keveréket nátronlúgban oldják, és elektrolizálják. A folyamat energia- és munkaigényes.
A gallium a nátronlúgos oldat közvetlen hidrolíziséből is nyerhető. Ehhez higanykatódokat használnak, ahol a keletkezett gallium feloldódik, és amalgám keletkezik. Nátriumamalgám is használható elektródként.
A gallium kerozinnal is kivonható az oldatból. A többi elem híg savakkal távolítható el. A visszamaradt galliumvegyületek tömény kénsavval vagy sósavval oldhatók, és elektrolízissel tiszta gallium kapható.
Sok ipari felhasználási terület nagyon tiszta galliumot igényel, a félvezetők például 99,999999%-os tisztaságút. A tisztítás történhet frakcionált desztillációval vagy vákuumdesztillációval.
Laboratóriumi mértékekben a galliumot nátronlúgban oldott gallium-hidroxidból platina- vagy volfrámelektródokon készítik.
Csak kevés galliumot gyártanak a különféle módszerekkel, mindössze 95 tonnát világszerte. Egy további lehetőség a galliumtartalmú hulladék feldolgozása, amiből 2008-ban 135 tonnát nyertek. A fő gyártók Kína, Németország, Kazahsztán és Ukrajna, a hulladékfeldolgozásban az Amerikai Egyesült Államok, Japán és Nagy-Britannia is jeleskedik.

## Kimutatása
A gallium jellegzetes színreakciókkal kimutatható. Ezek közé tartozik a rodamin B benzolban, ami narancssárgától vörösesliláig fluoreszkál. A morin a galliumot ugyanúgy zöld fluoreszkálással jelzi, mint az alumíniumot. A kálium-hexacianido-ferrát(III) galliummal fehér csapadékot képez. Spektrálvonalai is jelzik a galliumot: az ibolya 417,1 és a 403,1 nm jellegzetes. Mennyisége komplexometriai titrálással, példáául etildiamintetraecetsavval, vagy atomspektroszkópiával mérhető.

## Vegyületei
| Ga2O3     | gallium-oxid     |
| Ga(OH)3   | gallium-hidroxid |
| GaCl3     | gallium-klorid   |
| Ga2(SO4)3 | gallium-szulfát  |

Vegyületeiben majdnem mindig 3 az oxidációs száma. Ezen kívül ismertek még ritka és bomlékony vegyületei 1 oxidációs számmal, valamint 1 és 3 oxidációs számú galliumot egyaránt tartalmazó vegyületei is.
Legfontosabbak a nitrogéncsoport elemeivel alkotott vegyületei. A gallium-nitrid, a gallium-foszfid, a gallium-arzenid és a gallium-antimonid tipikus félvezető (III-V-félvezetők), és különféle elektronikai eszközökhöz, tranzisztorokhoz, diódákhoz használják őket, különösen a különböző színű világító diódákhoz. A különböző színeket eredményező tiltott zónákat a különböző anionokkal, vagy alumínium, indium hozzáadásával nyerik. A gallium-arzenidet napelemek gyártásához használják. Mivel ez jobban ellenáll az ionizáló sugárzásnak, mint a szilícium, a műholdakat inkább az ebből készült napelemekkel bocsátják fel.
A GaX3 alakú halogenidek sok tulajdonságukban a megfelelő alumíniumvegyületekre emlékeztetnek. A dimerek bennük is megtalálhatók a gallium(III)-fluorid kivételével. A halogenidek közül egyedül a gallium(III)-kloridnak van némi gazdasági jelentősége; a Friedel-Crafts-reakcióban Lewis-savként szolgál.
A gallium(III)-oxid az alumínium-oxidhoz hasonlóan színtelen, magas olvadáspontú szilárd anyag. Ötféle módosulata létezik, amik közül a köbös β-módosulat a legstabilabb.
Szerves vegyületei a GaR3 alakú gallánok, a GaR gallilének és a magasabb, gallium-gallium kötéseket is tartalmazó gallánok. Sok más fémorganikus vegyülethez hasonlóan bomlékonyak, nem állnak el a levegőn. A kevés gazdaságilag jelentős szerves galliumvegyületek közé tartozik a trimetilgallium, amit reagensként és gallium-arzenid és gallium-nitrid felületek bevonására hasznosítanak.

## Felhasználása
Felhasználják a higany helyettesítésére magas hőmérsékleten működő hőmérőkben, elektromos egyenirányítókban. A galliumos hőmérőkkel egészen 1200 °C-ig lehet hőmérsékletet mérni. Kevés galliummal növelni lehet az üveg törésmutatóját. A folyékony gallium segít a gázok térfogatának mérésében. Elektródnak is használják fémek kinyerésére. Jó visszaverő képessége miatt tükrök készítésére is alkalmas. Egyes ötvözetekben, magreaktorokban hőcserélőnek és lámpákban a higany helyettesítésére is megfelel.
Ötvözeteit még több területen alkalmazzák. Gadolíniummal, vassal, magnéziummal, ittriummal és lítiummal ötvözve jól mágnesezhető fém nyerhető. A V3Ga fémvegyület viszonylag magas hőfokon, 16,8 K-en szupravezető. Sok ötvözete, például a galliumot, indiumot és ónt (latin nevén: stannum) tartalmazó galinstan szobahőmérsékleten folyékony, így helyettesítheti a mérgező higanyt, vagy a reakciókész nátrium-kálium ötvözeteket. A galinstan eutektikum vagy eutektikus ötvözet, összetétele: 68,5% Ga, 21,5% In és 10,0% Sn.
A gallium legnagyobb részéből azonban különféle vegyületeket gyártanak, és azokat használják fel. A gallium-arzenid (GaAs) magas hőmérsékleten működő nagyfrekvenciás tranzisztorok és napelemek gyártására alkalmas. 2003-ban a termelt galliummennyiség 95%-át ezekre a célokra használták.

## Fordítás
Ez a szócikk részben vagy egészben  a   Gallium című német Wikipédia-szócikk ezen változatának fordításán alapul.  Az eredeti cikk szerkesztőit annak laptörténete sorolja fel. Ez a jelzés csupán a megfogalmazás eredetét és a szerzői jogokat jelzi, nem szolgál a cikkben szereplő információk forrásmegjelöléseként.